# Anime manga presse
Anime Manga Presse est une société de presse éditrice des magazines AnimeLand, AnimeLand X-tra, Role Playing Game et Japan LifeStyle.

## Historique
- 1991 : naissance d’AnimeLand. Le réseau de distribution était limité à quelques boutiques spécialisées à Paris et en province. En 5 ans des milliers d’exemplaires sont vendus. Au fil des numéros le magazine gagne en épaisseur et passe à une édition mensuelle
- 1996 : la conquête des kiosques. La distribution du magazine s’élargit et permet à AnimeLand de devenir un magazine professionnel reconnu. Il est édité par la Société Anime Manga Presse.
- 1997 : premier hors-série du magazine Animeland, consacré à Go Nagai.
- 2003 : la société lance le magazine Le Virus manga, dont le contenu est consacré aux mangas. Faute de succès, il est suspendu au bout de huit numéros.
- 2006 : AnimeLand fête ses 15 ans d’existence. Le magazine revient avec un nouveau code de couleur, un nouveau logo et plus d’ambitions et se recentre sur l'actualité nippone.
- 2008 : pour compléter son offre de magazines consacrés au jeu vidéo, la société lance Living Action Game. Entièrement consacré aux jeux d'action-aventure sur console, le magazine est conçu par la même équipe que Role Playing Game et sort en alternance avec ce dernier. Novembre, la société lance un tout nouveau magazine consacré à la culture japonaise, le voyage, la mode, l'art de vivre et le manga, se nommant Japan LifeStyle destiné aux filles.
- 2008 : novembre, la société lance un tout nouveau concept : Japan LifeStyle, un magazine féminin consacré à la culture japonaise. On y retrouve, du manga, de l'anime, mai aussi de la J-pop, les films, les drama, l'art de vivre, les voyages et la mode.
- 2009 : en janvier, le magazine Living Action Game voit sa parution suspendue. Anime Manga Presse annonce que le titre n'est pas parvenu à trouver son équilibre financier depuis son lancement. Après quatre numéros, le projet est donc abandonné.
- Le 8 août 2013 la société est placée en redressement judiciaire[1].
- Le 13 novembre 2014 ses actifs sont cédés - La société AM Media Network, filiale de Anime News Network, reprend les publications d'Anime Manga Presse[2].
- LE 18 décembre 2014, la société est placée en liquidation judiciaire.
- Le 19 octobre 2017, elle est radiée du registre du commerce.